# الديمقراطية على أساس نوع الجنس

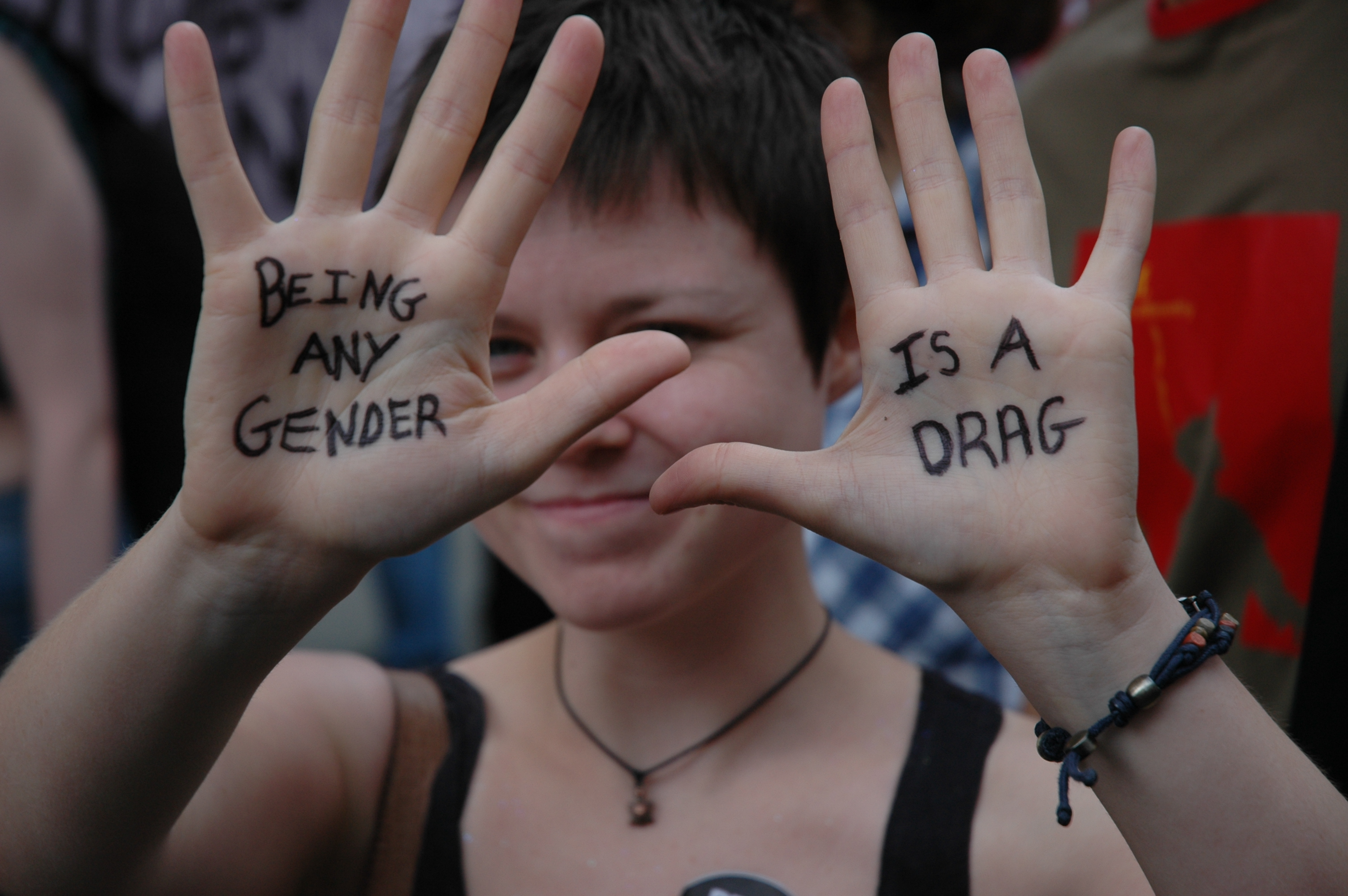
مسيرة الفخر العالمية، لندن 2012

نشأ مصطلح الديمقراطية على أساس نوع الجنس عن فكرة معيارية تتعلق بالعمل على تعميم مراعاة المنظور الجنساني. تهدف هذه الفكرة إلى توفير شروط لحياة ديمقراطية بين الرجال والنساء سوء في المجتمع ككل وأيضا بشكل أساسي داخل الشركات والنظم البيروقراطية الحكومية والمنظمات المختلفة. ومن بين أمور أخرى لاحظنا أنه من خلال وجود سبل التدريب القائمة على أساس نوع الجنس، زاد الوعي بضرورة التحرك لدحض عدم المساواة الموجودة حاليا ولتوفير سبل لتحقيق المساواة والديمقراطية في العلاقات بين النوعين. مصطلح الديمقراطية القائمة على أساس نوع الجنس ظهر لأول مرة بواسطة باحثة علم الاجتماع الألمانية هالينا بدكوفسكي.

## حول تاريخ ونشأة المصطلح

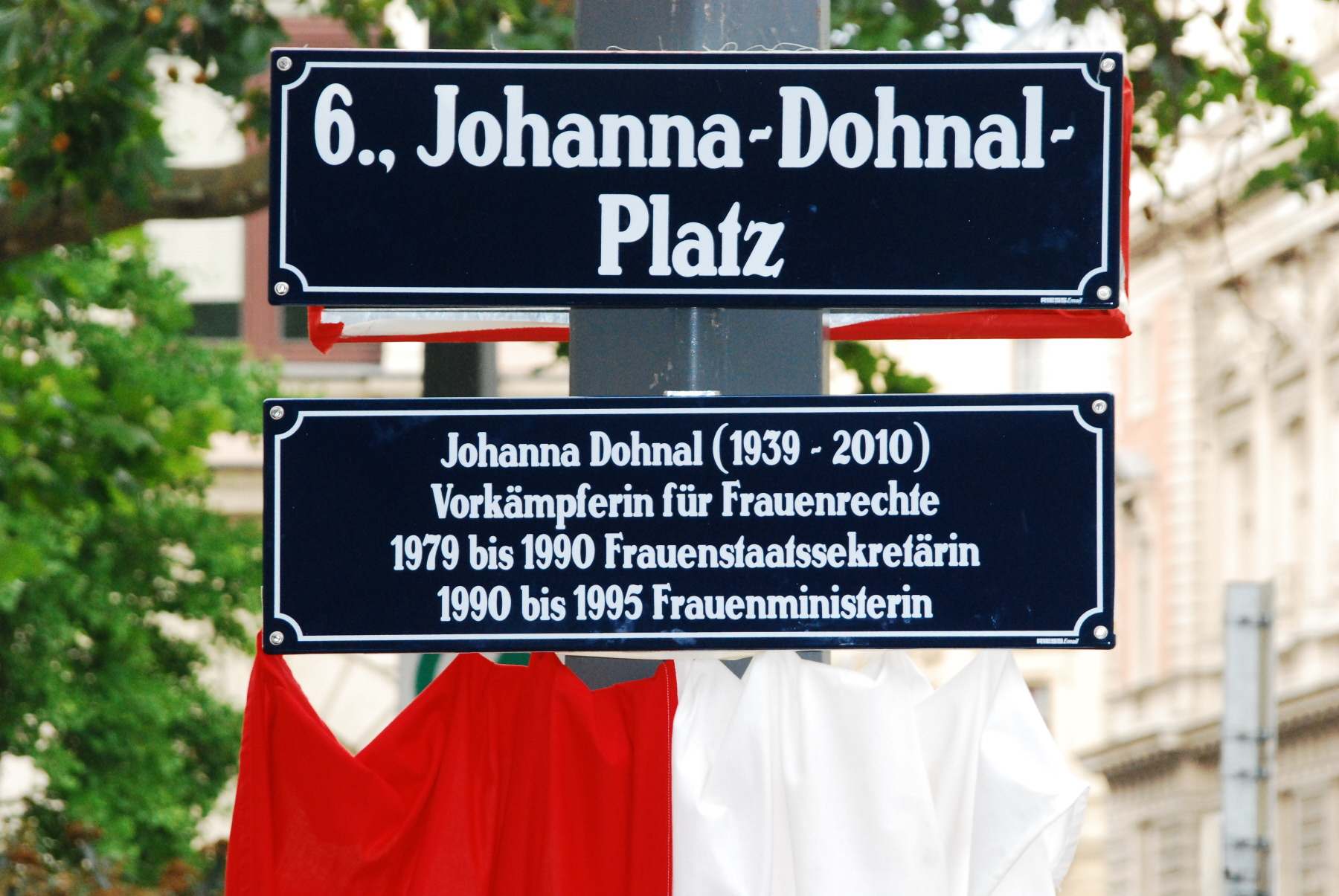
لافتة شارع تحمل سم Johanna-Dohnal Platz في فيينا. في عام 1993، ظهر مصطلح "Geschlechterdemokratie" (ديمقراطية النوع الاجتماعي) على عنوان منشور من تأليف Johanna Dohnal.

طبقًا لما تقول هالينا بدكوفسكي، فإنها ابتكرت المصطلح والمفهوم نفسه الخاص بالديمقراطية على اساس نوع الجنس في بداية تسعينيات القرن الماضي خلال رحلة بحثية أجرتها إلى الولايات المتحدة الامريكية بتكليف من وزيرة دولة النمسا لشئون المرأة " جوانا دوهال" وتهدف الرحلة إلى التعرف على مشروعات وخطط مبتكرة للتغلب على العنف الاسري. وبالتالي ظهر المصطلح لأول مرة في عام 1993 كعنوان لاعلان تم تحريره بواسطة الوزارة النمساوية الفيدرالية لشئون التعليم وقضايا المرأة" بعنوان اختبار الدول الغربية " العنف والديمقراطية على أساس الجنس".
من الناحية الأخرى رفض رواد مجال الديمقراطية على أساس النوع التوافق على تعريف شامل وثابت للمصطلح حيث يقول بيدكوفسكي " انه بمجرد وضع تعريف للمصطلح وتدوينه في القاموس وتدواله مع غيره من النظريات سيخسر الكثير فيما يخص قيمته وحيويته. هذا صحيح عندما تكون المصطلحات حية بذاتها فهذا أفضل. وهذا أثبت التفسير صحته جدا خصوصًا فيما يتعلق بالمصطلحات التي تم طرحها في خضم صراعات سياسية حقيقية. توضح الفيلسوفة "جوندا فيرنر" –Gunda Werner-  والتي في عام 1999 وضعت الخطوط العريضة بما يخص مبادئ مفهوم الديمقراطية على أساس نوع الجنس لمؤسسة هاينريش بول "Heinrich Boll foundation" أن" الديمقراطية على أساس نوع الجنس لم تصبح بعد لها فرضيات أو قواعد نظرية أو عملية، وأنها مازالت حركة غرضها الاستكشاف وفي طور البحث عن نماذج ودلائل جديدة". وبالرغم من ذلك فإن بعد من أساسيات الديمقراطية على أساس نوع الجنس من الممكن تعريفها كما يلي:
- الديمقراطية على أساس نوع الجنس: هي فرضية معيارية، وكذلك هي فرضيات أخلاقية بحتة.
- الديمقراطية على أساس نوع الجنس ترى أن تطبيق مبادئ الديمقراطية يجب أن يكون غير مقتصر على النواحي السياسية فقط ولكن يجب أن يمتد ليشمل تطبيقها كذلك على أماكن العمل وعلى الافراد نفسهم في المجتمع.[7]

## الأهداف والوسائل
تهدف الديمقراطية على أساس نوع الجنس على تحقيق مشاركة مساوية بين المراة والرجل في السياسة، والعالم، ومؤسساته، وفي جميع فروع المجتمع، وذلك عن طريق اصلاح أو إزالة كل المؤسسات غير الديمقراطية  وكذلك كل أنواع القوة المستمدة من القهر والعنف. وهذه الخطوات قائمة على التعريف الشامل للديمقراطية: الذي يطالب بوجود حقوق وفرص متساوية لجميع الافراد.
وانطلاقًا من تعدد الهويات الجنسية فإن الديمقراطية على اساس نوع الجنس ترفض تقسيم البشر إلى ذكور وإناث وتزعم أنه أي انسان سواء ذكر أو أنثى أو غيره، يملك الحق والقدرة على اختيار مصيره ومسار حياته وعلاقاته فيما لا ينحصر على الشعارات النمطية الخاصة بالعلاقات الجنسية المستقيمة وغير ذلك مما يقتصر على كونك ذكر أم أنثى.
تطرح الديمقراطية على أساس نوع الجنس قضية ما إذا كانت أنظمة ومحتويات النظم الديمقراطية التي تم وضعها بواسطة الرجال قادرة على تحقيق المساواة بين الجنسين أم أنه يجب تطويرها.
ووسيلة أساسية لتحقيق الدميقراطية على أساس نوع الجنس هي ما يسمى بالتدريبات القائمة على أساس نوع الجنس، والذي يطرح الاسئلة حول الأدوار النمطية للجنسين، وتقوم بتحليل الإطار الاجتماعي للمشكلة، ويسعى لطرح وسائل جديدة تهدف إلى ترسيخ الديمقراطية على أساس نوع الجنس في مختلف المنظمات.

## تحقيق الديمقراطية على أساس الجنس في المنظمات المختلفة
وفيما يلي أمثلة لبعض المنظمات والتي جعلت من مبادئ الديمقراطية على أساس نوع الجنس جزء من بنيتها الاساسية:
- تضع مؤسسة هنريك بول ضمن مبادئها الاساسية أن تحقيق الديمقراطية على اساس نوع الجنس هي مهمة مشتركة.[9]
- الاتحاد التجاري الألماني Ver.di يضع تحقيق الديمقراطية على أساس نوع الجنس كأحد من أهدافه.[10]
- الحزب اليساري الالماني يتضمن مشروع دستور انشائه فقرة عنوانها «الديمقراطية على أساس نوع الجنس.»[11]

## الأدب

### بالإنجليزية
- Cynthia Cockburn: Strategies for Gender Democracy. Strengthening the Representation of Trade Union Women in the European Social Dialogue, PDF, The European Journal of Women’s Studies, vol.3, 1996
- Yvonne Galligan (ed.): Deliberative Processes and Gender Democracy. Case Studies from Europe, PDF, February 2012, ARENA Report Series ISSN 1504-8152 / RECON Report Series ISSN 1504-7261
- Yvonne Galligan and Sara Clavero: Assessing Gender Democracy in the European Union. A Methodological Framework. RECON Online Working Paper 2008/16, PDF, September 2008, ISSN 1504-6907
- Utta Isop: Gender Grassroots Democracy. Five Demands for a Queer Politics, PDF

### بالألمانية
- Johanna Dohnal (ed.): Test the West: Geschlechterdemokratie und Gewalt (vol. 1 of "Gewalt gegen Frauen, Frauen gegen Gewalt"), Bundesministerin für Frauenangelegenheiten, Vienna 1993, (ردمك 978-3-901-19209-8)
- Heinrich-Böll-Stiftung (ed.): Geschlechterdemokratie wagen!, Königstein/Taunus, 2002.
- Heinrich-Böll-Stiftung: Schriften zur Geschlechterdemokratie (14 volumes)
- Walter Hollstein: Geschlechterdemokratie. Männer und Frauen: Besser miteinander leben. Wiesbaden 2004, (ردمك 978-3-8100-3978-1)
- Annette Jünemann: Geschlechterdemokratie für die Arabische Welt. Die EU-Förderpolitik zwischen Staatsfeminismus und Islamismus, Wiesbaden 2014, (ردمك 978-3-658-04941-6)
- Helga Lukoschat: Das Konzept der Geschlechterdemokratie und seine Umsetzung in Organisationen, in: Gleichstellungsstelle der Landeshauptstadt Stuttgart (ed.): Chancen und Risiken der Verwaltungsreform für Frauen, Stuttgart 1998, p. 6–13.
- Ministerium für Arbeit, Frauen, Gesundheit und Soziales: Gender Mainstreaming in Sachsen-Anhalt, Magdeburg 2001
- Birgit Sauer: Staat, Demokratie und Geschlecht – aktuelle Debatten. PDF, gender…politik…»online«, 2003.

## وصلات خارجية
- Gunda Werner Institute - Feminism and Gender Democracy
- IDEA - Democracy and gender
- Making Gender Democracy a Reality: The Anne Klein Women’s Award
- Chic Dabby: From Gender Violence to Gender Democracy: What Will It Take?, opening remarks at the National Summit of the Asian Pacific Institute on Gender-Based Violence, July 24, 2011